# Richard Rodgers
Richard Charles Rodgers (28. červen 1902, New York – 30. prosinec 1979, New York) byl americký hudební skladatel židovského původu, který proslul především jako autor muzikálů, napsal jich pro Broadway 43. K nejslavnějším patří Oklahoma! z roku 1943, která měla na Broadwayi od premiéry 2248 repríz, Carousel (1945) či South Pacific (1949). Napsal celkem přes 900 písní.
Patří k výjimečné skupině tvůrců (v USA nazývané EGOT), kteří získali všechny čtyři nejprestižnější americké šoubyznysové ceny: filmového Oscara (1945), televizní Emmy (1962), hudební Grammy (1960, 1962) a divadelní cenu Tony (1950, 1962). Tuto sbírku čtyř cen navíc zkompletoval jako první v historii. Dvakrát též získal Pulitzerovu cenu (1944, 1950).
Měl dva klíčové spolupracovníky – libretisty a textaře Lorenze Harta (1920–1942) a Oscara Hammersteina II. (1943–1959).
Jeho písně mají nesčetně coververzí, píseň You'll Never Walk Alone (z muzikálu Carousel) téměř zlidověla, stala se dokonce hymnou některých fotbalových klubů (FC Liverpool, Celtic Glasgow, Borussia Dortmund). I píseň Oh, What a Beautiful Mornin z muzikálu Oklahoma! mnozí považují za lidovou píseň. Píseň My Funny Valentine z muzikálu Babes in Arms proslavila v jazzové podobě Ella Fitzgeraldová, píseň Blue Moon Frank Sinatra.
Podle Internet Movie Database byla jeho hudba použita v 276 filmech po celém světě.

## Muzikály
- One Minute Please
- Fly with Me (1920)
- Poor Little Ritz Girl (1920)
- The Melody Man (1924)
- The Garrick Gaieties (1925–26)
- Dearest Enemy (1925)
- The Girl Friend (1926)
- Peggy-Ann (1926)
- Betsy (1926)
- A Connecticut Yankee (1927)
- She's My Baby (1928)
- Present Arms (1928)
- Chee-Chee (1928)
- Spring Is Here (1929)
- Heads Up! (1929)
- Ever Green (1930)
- Simple Simon (1930)
- America's Sweetheart (1931)
- Love Me Tonight (1932)
- Jumbo (1935)
- On Your Toes (1936)
- Babes in Arms (1937)
- I'd Rather Be Right (1937)
- I Married an Angel (1938)
- The Boys from Syracuse (1938)
- Too Many Girls (1939)
- Higher and Higher (1940)
- Pal Joey (1940–41)
- By Jupiter (1942)
- Oklahoma! (1943)
- Carousel (1945)
- State Fair (film) (1945)
- Allegro (1947)
- South Pacific (1949)
- The King and I (1951)
- Victory at Sea (1952)
- Me and Juliet (1953)
- Pipe Dream (1955)
- Cinderella (1957)
- Flower Drum Song (1958)
- The Sound of Music (1959)
- No Strings (1962)
- Do I Hear a Waltz? (1965)
- Androcles and the Lion (TV) (1967)
- Two by Two (1970)
- Rodgers & Hart (1975)
- Rex (1976)
- I Remember Mama (1979)
- A Grand Night for Singing (1993)
- State Fair (1996)